# Dmitri Maksutov
Dmitri Dmitrievich Maksutov (em russo:  Дмитрий Дмитриевич Максутов; Odessa, 23 de abril de 1896 — Leningrado, 12 de agosto de 1964) foi um cientista soviético que se dedicou ao ramo da óptica.

## Honras
- Prêmio Stalin (1941, 1946);
- Ordens de Lénine (1945,1958);
- Ordem Crachá de Honra (1943);
- Grand Prix da Expo 58 em Bruxelas;